# DCスーパーヒーロー・ガールズ
DCスーパーヒーロー・ガールズ（英: DC Super Hero Girls）は、DCコミックスのスーパーヒロインを原作としたアニメ作品、およびメディアミックス作品群の名称。
2015年から2018年まで放送された。その後、2019年から2022年まで設定を一新し、よりディフォルメされたデザインによる新シリーズが放送。

## 登場人物
担当声優は2015年版 / 2019年版の順。

### ヒーロー
ワンダーウーマン
声 - グレイ・グリフィン / 同、日本語吹き替え - 井上麻里奈 / 戸松遥
スーパーガール
声 - アネ・フェアウェザー / ニコール・サリバン、日本語吹き替え - 寺崎裕香 / 潘めぐみ
バットガール
声 - メイ・ホイットマン→アシュリン・セリック / タラ・ストロング、日本語吹き替え - 中村千絵 / 喜多村英梨
バンブルビー
声 - ティーラ・ダン / キンバリー・ブルックス、日本語吹き替え - 東條加那子→行成とあ / 水樹奈々
カタナ
声 - ステファニー・シェー / 星埜李奈、日本語吹き替え - 大津愛理 / 茉莉邑薫
ポイズン・アイビー
声 - タラ・ストロング / クリスティーナ・ミリツィア、日本語吹き替え - Lynn / 優木かな
ハーレイ・クイン
声 - タラ・ストロング / 同、日本語吹き替え - 斎藤千和 / 小見川千明
2019年版から登場
ザターナ
声 - カリ・ウォールグレン、日本語吹き替え - 澁谷梓希
スーパーマン
声 - マックス・ミッテルマン、日本語吹き替え - 戸谷公人

### クラスメイト
ホークガール
声 - ニカ・ファターマン
キャットウーマン
声 - クリスティーナ・パチェリ / クリー・サマー、日本語吹き替え -  / 朝井彩加
レディ・シヴァ
声 - タニア・グナディ
フロスト
声 - ダニカ・マッケラー
チーター
声 - アシュリー・エクスタイン、日本語吹き替え - 矢野亜沙美 / 景山梨彩
スターサファイア
声 - ジェシカ・ディ・シコ / カリ・ウォールグレン、日本語吹き替え -  / 明坂聡美
ビッグ・バルダ
声 - ミスティー・リー
ミス・マーシャン
声 - クリスティーナ・パチェリ
メラ
声 - エリカ・リンドベック
ジェシカ・クルス / グリーンランタン
声 - クリスティーナ・ミリーツィア / マーナ・ベラスコ、日本語吹き替え - 川上彩 / 福原綾香
スターファイヤー
声 - ヒンデン・ウォルチ
サイボーグ
声 - カリー・ペイトン
レイブン
声 - タラ・ストロング
ビーストボーイ
声 - グレッグ・サイプス、日本語吹き替え - 代永翼
フラッシュ / バリー・アレン
声 - ジョシュ・キートン、日本語吹き替え - 中村章吾 / 豊永利行
グリーンランタン / ハル・ジョーダン
声 - ジョシュ・キートン / ジェイソン・スピサック、日本語吹き替え -  / 木村昴
2019年版から登場
アクアラッド
声 - ジェシカ・マッケナ、日本語吹き替え - 内海安希子

### 学校関係者
ウォーラー校長
声 - イヴェット・ニコール・ブラウン、日本語吹き替え - 仲村かおり
グロッド副校長
声 - ジョン・ディマジオ
クレイジーキルト
声 - トム・ケニー
レッドトルネード
声 - モーリス・ラマーシュ
ワイルドキャット
声 - ジョン・ディマジオ
ルーシャス・フォックス
声 - フィル・ラマール
ジェームズ・ゴードン
声 - トム・ケニー、日本語吹き替え -  / 山本満太
ジューン・ムーン
声 - エイプリル・スチュワート
パラサイト
声 - トム・ケニー
レナ・ルーサー
声 - ロミ・デイムス / カサンドラ・モリス、日本語吹き替え - Lynn / 小倉唯

### 街の人々・家族
スティーブ・トレバー
声 - ジョシュ・キートン / ユーリ・ローエンタール、日本語吹き替え - / 古川慎
ロイス・レイン
声 - アレクシス・G・ザル / グレイ・グリフィン、日本語吹き替え -  / 本多真梨子
マリ・マッケイブ / ビクセン
声 - キンバリー・ブルックス
ジョナサン・ケント
声 - ディーン・ケイン
マーサ・ケント
声 - ヘレン・スレイター
カール・フェリス
声 - モーリス・ラマーシュ
ダミアン・ウェイン
声 - グレイ・グリフィン

### ヴィラン
ジャイガンタ
声 - グレイ・グリフィン / 同、日本語吹き替え -  / 杉浦慶子
チェシャー
声 - ニカ・ファターマン
ダブルデア・ツインズ
声 - ローレン・トム
ブリーズ
声 - ステファニー・シェー
キラークロック
声 - フレッド・タタショア
ソロモン・グランディ
声 - フレッド・タタショア
アレス
声 - フレッド・タタショア
ダークオパール
声 - ショーン・シュメル
エクリプソ
声 - モナ・マーシャル
トライゴン
声 - ケビン・マイケル・リチャードソン
アンチモニター
声 - ジョン・ディマジオ
キャプテン・コールド
声 - マシュー・マーサー
ダークサイド
声 - ジョン・ディマジオ
2019年版から登場
レックス・ルーサー
声 - ウィル・フリードル、日本語吹き替え 窪塚俊介

### フィメール・フューリーズ
グラニー・グッドネス
声 - エイプリル・スチュワート
アルテミス
声 - ティーラ・ダン
ラシーナ
声 - ジェシカ・ディ・シコ
マッド・ハリエット
声 - ミスティー・リー
ストンパ
声 - エイプリル・スチュワート
スピードクイーン
声 - メイ・ホイットマン

## 放送リスト

### シーズン１
各話の動画リンクへは外部リンクを参照
| 話数 | タイトル                           | 原題                            |
| ---- | ---------------------------------- | ------------------------------- |
| 1    | スーパーヒーロー高校               | Welcome to Super Hero High      |
| 2    | 校内ツアー                         | All About Super Hero High       |
| 3    | ルームメイト                       | Roomies                         |
| 4    | スーパースーツ                     | Crazy Quiltin                   |
| 5    | 飛行訓練                           | Power Outage                    |
| 6    | スーパーヒーローの秘蔵映像         | Fall Into Super Hero High       |
| 7    | 今月のヒーローはポイズン・アイビー | Hero of the Month: Poison Ivy   |
| 8    | 新しいスーパースーツ               | Designing Disaster              |
| 9    | 武器の使い方                       | Weaponomics                     |
| 10   | クラブ活動                         | Clubbing                        |
| 11   | 今月のヒーローはバンブルビー       | Hero of the Month: Bumblebee    |
| 12   | チームワーク                       | Saving the Day                  |
| 13   | 今月のヒーローはワンダーウーマン   | Hero of the Month: Wonder Woman |

### シーズン２
各話の動画リンクへは外部リンクを参照
| 話数 | タイトル                                   | 原題                                    |
| ---- | ------------------------------------------ | --------------------------------------- |
| 1    | 期待の新人                                 | New Beginnings                          |
| 2    | 今月のヒーローはスーパーガール             | Hero of the Month: Supergirl            |
| 3    | バットガール vs スーパーガール             | Batgirl vs. Supergirl                   |
| 4    | 本物のハーレイ                             | Quinn-tessential Harley                 |
| 5    | 今月のヒーローはハーレイ・クイン           | Hero of the Month: Harley Quinn         |
| 6    | 飛行許可証                                 | License to Fly                          |
| 7    | 今月のヒーローはバットガール               | Hero of the Month: Batgirl              |
| 8    | ダブルス・トラブル                         | Doubles Trouble                         |
| 9    | 恐怖のアイビー                             | Franken-Ivy                             |
| 10   | 今月のヒーローはカタナ                     | Hero of the Month: Katana               |
| 11   | インビジブルジェットを探せ                 | Dude, Where's My Invisible Jet?         |
| 12   | 今月のヒーローはフロスト                   | Hero of the Month: Frost                |
| 13   | 期末試験                                   | The Blunder Games                       |
| 14   | ホークガールのステキな休日                 | Hawkgirl's Day Off                      |
| 15   | 今月のヒーローはホークガール               | Hero of the Month: Hawkgirl             |
| 16   | オオカミ少女チーター                       | The Cheetah Who Cried Wolf              |
| 17   | 下水道の戦い                               | Ring of Mire                            |
| 18   | 今月のヒーローはスターサファイア           | Hero of the Month: Star Sapphire        |
| 19   | 最強な武器                                 | Ultimate Accessory                      |
| 20   | 恋のなぞなぞ                               | Riddle of the Heart                     |
| 21   | 今月のヒーローはサイボーグとスターファイア | Heros of the Month: Cyborg and Starfire |
| 22   | 犬猿の仲                                   | Roomies Return: Frost's Bite            |
| 23   | おかしなコンビ                             | The Odd Couple                          |
| 24   | 危険なくしゃみ                             | Cold Blooded                            |
| 25   | 今月のヒーローはレディ・シヴァ             | Hero of the Month: Lady Shiva           |
| 26   | 今月のヒーローはビーストボーイ             | Hero of the Month: Beast Boy            |

### シーズン３
各話の動画リンクへは外部リンクを参照
| 話数 | タイトル                   | 原題                              |
| ---- | -------------------------- | --------------------------------- |
| 1    | 誘拐されたバットガール     | Batnapped                         |
| 2    | サプライズ作戦             | Surprise                          |
| 3    | 謎のクリプトマイト（前編） | Tales from the Kryptomites Part.1 |
| 4    | 謎のクリプトマイト（後編） | Tales from the Kryptomites Part.2 |
| 5    | 怒れる高校                 | Seeing Red                        |
| 6    | 春休みのプリズン・ブレイク | Spring Prison Break               |
| 7    | 決死のカーレース           | Around Metropolis in 80 Seconds   |
| 8    | 傑作との出会い             | For Art's Sake                    |
| 9    | 獣たちの逆襲（前編）       | Wild Side Part.1                  |
| 10   | 獣たちの逆襲（後編）       | Wild Side Part.2                  |
| 11   | お楽しみの日               | Day of Fun-Ship                   |
| 12   | 戦いの神アレス登場         | The Ares Up There                 |
| 13   | 紛れる服（前編）           | Stealth 101 Part.1                |
| 14   | 紛れる服（後編）           | Stealth 101 Part.2                |
| 15   | フューリーの受難           | A Fury Scorned                    |
| 16   | ビリビリボディ             | Body Electric                     |
| 17   | 装備使用不可能！           | Techless Tuesday                  |
| 18   | アレス再び（前編）         | Fresh Ares Part.1                 |
| 19   | アレス再び（中編）         | Fresh Ares Part.2                 |
| 20   | アレス再び（後編）         | Fresh Ares Part.3                 |
| 21   | ゴリラ戦争                 | Gorilla Warfare                   |
| 22   | ファイトクラブ             | Fight Flub                        |
| 23   | 空飛ぶジェット             | Jetsetters                        |
| 24   | 敵か味方か                 | A New Perry-Spective              |
| 25   | スーパードッグ・クリプト   | Dog Day After School              |
| 26   | 最高の休日                 | It's A Superful Life              |

### シーズン４
各話の動画リンクへは外部リンクを参照
| 話数 | タイトル                                | 原題                         |
| ---- | --------------------------------------- | ---------------------------- |
| 1    | リングをはめて（パート1）               | Ring Me Maybe Part.1         |
| 2    | リングをはめて（パート2）               | Ring Me Maybe Part.2         |
| 3    | リングをはめて（パート3）               | Ring Me Maybe Part.3         |
| 4    | リングをはめて（パート4）               | Ring Me Maybe Part.4         |
| 5    | 水を得たメラ（前編）                    | Fish Out of Water Part.1     |
| 6    | 水を得たメラ（後編）                    | Fish Out of Water Part.2     |
| 7    | スーパードッグ大活躍（前編）            | Gone To The Dogs Part.1      |
| 8    | スーパードッグ大活躍（後編）            | Gone To The Dogs Part.2      |
| 9    | チームワークを磨け（前編）              | Pets Peeved Part.1           |
| 10   | チームワークを磨け（後編）              | Pets Peeved Part.2           |
| 11   | 催眠薬に注意                            | Ha-Ha Horticulture           |
| 12   | 真実の投げ縄の真実（パート1）           | Truth of the Lasso Part.1    |
| 13   | 真実の投げ縄の真実（パート2）           | Truth of the Lasso Part.2    |
| 14   | 真実の投げ縄の真実（パート3）           | Truth of the Lasso Part.3    |
| 15   | 真実の投げ縄の真実（パート4）           | Truth of the Lasso Part.4    |
| 16   | レイブン登場（パート1）                 | Nevermore Part.1             |
| 17   | レイブン登場（パート2）                 | Nevermore Part.2             |
| 18   | レイブン登場（パート3）                 | Nevermore Part.3             |
| 19   | レイブン登場（パート4）                 | Nevermore Part.4             |
| 20   | 運転教習                                | Drive Me Crazy               |
| 21   | タマラン星のダンスパーティー（パート1） | Tamaranean Dance Club Part.1 |
| 22   | タマラン星のダンスパーティー（パート2） | Tamaranean Dance Club Part.2 |
| 23   | 夜中の冒険                              | Fly By Night                 |
| 24   | スーパーヒーロー・アルバム              | By the Yearbook              |

### シーズン５
各話の動画リンクへは外部リンクを参照
| 話数 | タイトル                         | 原題                            |
| ---- | -------------------------------- | ------------------------------- |
| 1    | 記憶をなくしたレイブン（前編）   | Spell-Shocked Part.1            |
| 2    | 記憶をなくしたレイブン（後編）   | Spell-Shocked Part.2            |
| 3    | 誘拐犯に気をつけろ！             | Kid Napped                      |
| 4    | ビンのリサイクル                 | Bottle Episode                  |
| 5    | 職場体験日                       | Career Day                      |
| 6    | 感情の指輪                       | Mood Ring                       |
| 7    | ステージ嫌い                     | Stage Fright                    |
| 8    | 発明ガール                       | Hackgirl                        |
| 9    | 新しい親友                       | My New Best Friend              |
| 10   | アンチ・ホール・モニター（前編） | Anti Hall Monitor Part.1        |
| 11   | アンチ・ホール・モニター（後編） | Anti Hall Monitor Part.2        |
| 12   | オバケとハーレイ                 | Haunted Harley                  |
| 13   | 消えたペットたち                 | All Pets Are Off                |
| 14   | ふらつき                         | The Wobble                      |
| 15   | とどろく大失敗                   | Rolling Blunder                 |
| 16   | 射的                             | Target Practice                 |
| 17   | マインドスケープ                 | Mindscape                       |
| 18   | すべてを備えた少女のために       | For The Girl Who Has Everything |
| 19   | ミス・マーシャンはどこに         | Missing Martian                 |
| 20   | 水はどこに                       | Water Water Nowhere             |
| 21   | クリスマスの奇跡                 | Fortress of Solidarity          |
| 22   | スーパーすごいプレゼント交換     | Super Gift Swap                 |
| 23   | 私のいわゆるアンチライフ         | My So-Called Anti-Life          |

### レゴ®特別編
各話の動画リンクへは外部リンクを参照
| 話数 | タイトル                            | 原題                 |
| ---- | ----------------------------------- | -------------------- |
| 1    | 最強のチーム                        | Bodybuilding         |
| 2    | 究極のハチャメチャ対決              | Crazed and Confused! |
| 3    | フラッシュの暴走                    | Need For Speed       |
| 4    | 入れ替わり大作戦                    | Trading Places       |
| 5    | ワンダーウーマン ウェイトレスになる | Wonder Waitress      |
| 6    | 機密文章を取り戻せ                  | Showdown             |

## 長編アニメ
『DC Super Hero Girls: Hero of the Year』
2016年8月23日発売。製品情報 - ASIN B01D55N0B2
『DC Super Hero Girls: Intergalactic Games』
2017年5月23日発売。製品情報 - ASIN B06XJF5KGH
『レゴ®DCスーパーヒーロー・ガールズ：ブレイン・ドレイン』
2017年9月13日発売。製品情報 - ASIN B071X8MQ1C、JAN 4548967338904
『レゴ®DCスーパーヒーロー・ガールズ：スーパーヴィラン・ハイスクール』
2018年5月15日発売。製品情報 - ASIN B07894WWZ5
『DC Super Hero Girls: Legends of Atlantis』
2018年10月2日発売。製品情報 - ASIN B078FHJJR7

## 書誌情報

### コミック
| タイトル                      | 刊行日        | ISBN           |
| ----------------------------- | ------------- | -------------- |
| Finals Crisis                 | 2016年7月5日  | 978-1401262471 |
| Hits and Myths                | 2016年11月1日 | 978-1401267612 |
| Summer Olympus                | 2017年7月11日 | 978-1401272357 |
| Past Times at Super Hero High | 2017年9月26日 | 978-1401273835 |
| Date with Disaster            | 2018年1月31日 | 978-1401278786 |
| Out of the Bottle             | 2018年8月7日  | 978-1401274832 |
| Search for Atlantis           | 2018年10月2日 | 978-1401283537 |

## テレビゲーム
任天堂は2021年2月18日に配信した『Nintendo Direct』において、本アニメをテーマとしたテレビゲーム『DCスーパーヒーローガールズ ティーンパワー』をNintendo Switchソフトとして販売することを発表し、同年6月4日に発売した。